# Sitios de la revolución industrial de la era Meiji en Japón: siderurgia, construcciones navales y extracción de hulla
Los Sitios de la revolución industrial de la era Meiji en Japón: siderurgia, construcciones navales y extracción de hulla  (明治日本の産業革命遺産 製鉄・鉄鋼、造船、石炭産業 Meiji Nihon no sangyōkakumeiisan seitetsu: tekkō, zōsen, sekitansangyō?) constituyen un grupo de sitios históricos que representaron un importante factor en la industrialización de Japón, dada en los periodos Bakumatsu y Meiji, y que forman parte del patrimonio industrial. En el año 2009 se pidió la inclusión conjunta en la lista del patrimonio de la Humanidad de la Unesco bajo los criterios ii, iii y iv; fue aceptada en la 39.ª reunión del Comité del Patrimonio Mundial, en julio de 2015, con los criterios ii y iv.
Fueron registrados lugares en ocho prefecturas japonesas, con un total de treinta sitios incluidos bajo la misma denominación.

## Yamaguchi: Hagi
Sitios proto-industriales de Hagi y culturales del Período Edo. En Hagi, Prefectura de Yamaguchi.
| Sitio                                                                     | Comentarios                              | Imagen |
| ------------------------------------------------------------------------- | ---------------------------------------- | ------ |
| Horno de reverbero de Hagi (萩反射炉 Hagi hansharo?)                      | Sitio histórico                          |        |
| Astillero de Ebisugahana (恵美須ヶ鼻造船所跡 Ebisugahana zōsensho ato?)   |                                          |        |
| Tatara de Ōitayama (大板山たたら製鉄遺跡 Ōitayama tatara seitetsu iseki?) | Sitio histórico                          |        |
| Academia Shōkasonjuku (松下村塾 Shōkasonjuku?)                            | Sitio histórico                          |        |
| Zona del castillo de Hagi (萩城下町 Hagi jōkamachi?)                      | Sitio histórico; edificios tradicionales |        |

## Kagoshima: Kagoshima
Complejo industrial de Shūseikan; Kagoshima, Prefectura de Kagoshima.
| Sitio                                                                                           | Comentarios            | Imagen |
| ----------------------------------------------------------------------------------------------- | ---------------------- | ------ |
| Shūseikan (旧集成館 kyū Shūseikan?)                                                             | Sitio histórico        |        |
| Fábrica de maquinaria de Shūseikan (旧集成館機械工場 kyū Shūseikan kikai kōjō?)                 | Bien cultural de Japón |        |
| Residencias de los ingenieros Kagoshima (旧鹿児島紡績所技師館 kyū Kagoshima hōsekijo gishikan?) | Bien cultural de Japón |        |
| Batería de artillería Gionnosu (祇園之洲砲台跡 Gionnosu hōdai ato?)                             |                        |        |

## Saga: Saga
Astillero de Mietsu; Saga, Prefectura de Saga.
| Sitio | Comentarios | Imagen |
| --- | ----------- | ------ |
| Instalaciones navales de Mietsu (三重津海軍所跡 Mietsu kaigunsho ato?) naval(三重津海軍所跡, Mietsu kaigunsho ato? ) |             |        |

## Iwate: Kamaishi
Hashino, mina de hierro; Kamaishi, Prefectura de Iwate
| Sitio | Comentarios     | Imagen |
| --- | --------------- | ------ |
| Mina de hierro de Hashino y fundición (橋野鉄鉱山および関連施設 Hashino tetsu kōzan oyobi kanren shisetsu?) | Sitio histórico |        |

## Nagasaki: Nagasaki
Astillero de Nagasaki, islas mineras de carbón y sitios asociados; Nagasaki, Prefectura de Nagasaki.
| Sitio                                                                                   | Comentarios                                              | Imagen |
| --------------------------------------------------------------------------------------- | -------------------------------------------------------- | ------ |
| Muelle y astillero Kosuge (小菅修船場跡 Kosuge shūsenjou ato?)                          | Sitio histórico                                          |        |
| Acceso a la mina Hokkei, mina de carbón de Takashima (北渓井坑跡 Hokkei seikō ato?)     | Bien cultural de Japón. Sitio histórico                  |        |
| Mina de carbón de Hashima (端島炭坑 Hashima tankō?)                                     |                                                          |        |
| Casa Glover (旧グラバー住宅 kyū Gulabā jūtaku?)                                         | Bien cultural de Japón                                   |        |
| Astillero Mitsubishi en Nagasaki (長崎造船所関連施設 Nagasaki zōsenjo kanren shisetsu?) | incluida la antigua grúa portuaria de 1909, entre otros. |        |

## Yamaguchi: Shimonoseki
Sitio de la batalla de Shimonoseki y faro ; Shimonoseki, Prefectura de Yamaguchi
| Sitio                                            | Comentarios | Imagen |
| ------------------------------------------------ | ----------- | ------ |
| Batería Maeda (前田砲台跡 Maeda hōdai ato?)      |             |        |
| Faro Mutsurejima (六連島灯台 Mutsurejima tōdai?) |             |        |

## Fukuoka: Ōmuta; Kumamoto: Arao, Uki
Mina de carbón de Miike, ferrocarril y puerto; Ōmuta, Prefectura de Fukuoka, Arao y Uki, Prefectura de Kumamoto
| Sitio | Comentarios                                | Imagen |
| --- | ------------------------------------------ | ------ |
| Mina de carbón de Miike (三井石炭鉱業株式会社三池炭鉱宮原坑施設 Mitsui sekitan kōgyō kabushikigaisha, Miike tankō Miyahara ana shisetsu?) | Bien cultural de Japón                     |        |
| Puerto e instalaciones del ferrocarril de la industria minera de Miike (三池港・三池炭鉱専用鉄道 Miikekō ・Miike tankō senyō tetsudō?)    |                                            |        |
| Puerto oeste de Misumi (三角西港 Misumi nishikō?)                                                                                         | construido en 1887; bien cultural de Japón |        |

## Fukuoka: Kitakyūshū
Manufacturas de acero en Yawata; Kitakyūshū, Prefectura de Fukuoka.
| Sitio | Comentarios | Imagen |
| --- | ----------- | ------ |
| Propiedades estatales de manufactura de acero de Yawata (旧官営八幡製鐵所関連施設 kyū kanei Yahata seitetsusho kanren shisetsu?) |             |        |
| Estación de bombeo del río Onga (遠賀川ポンプ場 Ongagawa ponpuba?)                                                               |             |        |